# Кацуми Оеноки
Кацуми Оеноки (на японски: 大榎 克己) е японски футболист.

## Национален отбор
Записал е и 5 мача за националния отбор на Япония.
| Япония | Япония | Япония |
| Година | Мачове | Голове |
| ------ | ------ | ------ |
| 1989   | 4      | 0      |
| 1990   | 1      | 0      |
| Общо   | 5      | 0      |